# Central Intelligence Agency
Agenția Centrală de Informații (în engleză Central Intelligence Agency, abreviat CIA care se pronunță si ai ei) este un serviciu secret extern al Statelor Unite ale Americii, înființat în anul 1947.
Pe lângă activitățile de spionaj, de strângere și de analiză a informațiilor despre guverne străine și persoane, cu scopul de a le pune la dispoziția instituțiilor statului american și statelor partenere, CIA întreprinde și acțiuni sub acoperire („Covert Operations“) în străinătate. 
Spre deosebire de NSA, CIA acționează mai mult prin resurse umane (Human Intelligence) decât prin interceptare (Signal Intelligence). În perioada războiului rece, principalul său adversar era KGB, care s-a transformat după destrămarea Uniunii Sovietice în serviciul secret intern rus FSB (rusă Федеральная служба безопасности Российской Федерации; română: Serviciul de Securitate Federal), omologul FBI și serviciul de informații externe SVR "Служба Внешней Разведки", omologul CIA. 
Serviciul secret se află sub jurisdicția președintelui Statelor Unite. Unitatea este controlată în plus de către un comitet al serviciilor secrete format din membrii Senatului și ai Camerei Reprezentanților, însă spre deosebire de alte servicii secrete americane, Agenția Centrală de Inteligență nu trebuie să-și facă public bugetul. Criticii consideră acest fapt a fi o încălcare a constituției americane.
Sediul CIA este amplasat în Langley, Virginia.

## Istoric

### Începuturile
Succesul comandourilor britanice în timpul celui de-al Doilea Război Mondial l-a determinat pe președintele SUA Franklin D. Roosevelt să autorizeze crearea unui serviciu de informații după modelul Serviciului Secret de Informații Britanic (MI6) și Executivului pentru Operațiuni Speciale (Special Operations Executive). Aceasta a dus la crearea Biroului pentru Servicii Strategice (OSS) înființat printr-un ordin militar prezidențial emis de președintele Roosevelt la 13 iunie 1942. La 20 septembrie 1945, la scurt timp după încheierea celui de-al Doilea Război Mondial, Harry S. Truman a semnat un ordin executiv care dizolva OSS, iar până în octombrie 1945 funcțiile acestuia fuseseră împărțite între Departamentele de Stat și Război. Diviziunea a durat doar câteva luni. Prima mențiune publică a „Agenției Centrale de Informații” a apărut pe o propunere de restructurare a comenzii prezentată de Jim Forrestal și Arthur Radford Comitetului pentru Afaceri Militare a Senatului SUA la sfârșitul anului 1945.
Un impuls major pentru crearea agenției a fost tensiunile tot mai mari cu URSS după sfârșitul celui de-al Doilea Război Mondial.
Agenția Centrală de Informații a fost creată la 26 iulie 1947, când Harry S. Truman a semnat promulgarea ca lege a Actului de Securitate Națională.
La începutul războiului din Coreea, CIA avea încă doar câteva mii de angajați, dintre care aproximativ o mie lucrau în analiză. Informațiile proveneau în primul rând de la Biroul de Rapoarte și Estimări, care și-a extras rapoartele dintr-o luare zilnică a telegramelor Departamentului de Stat, a depeșelor militare și a altor documente publice. CIA încă nu avea abilitățile sale de culegere de informații. Pe 21 august 1950, la scurt timp după, Truman a anunțat, că l-a numit pe Walter Bedell Smith ca noul director al CIA. Schimbarea conducerii a avut loc la scurt timp după invazia Coreei de Sud de către Coreea de Nord, deoarece lipsa unui avertisment clar adresat președintelui și Consiliului de Securitate Națională cu privire la iminenta invazie nord-coreeană a fost văzută ca un eșec grav al serviciilor de informații.
CIA i-au cerut diferite solicitări de către diferitele organisme care o supravegheau. Truman dorea un grup centralizat care să organizeze informațiile care ajungeau la el.
Departamentul de Apărare dorea informații militare și acțiuni acoperite, iar Departamentul de Stat dorea să creeze o schimbare politică globală favorabilă SUA. Astfel, cele două domenii de responsabilitate pentru CIA au fost acțiunea sub acoperire și informații secrete. Una dintre principalele ținte pentru colectarea informațiilor a fost Uniunea Sovietică, care fusese de asemenea, o prioritate a predecesorilor CIA.
Generalul Forțelor Aeriene ale Statelor Unite Hoyt Vandenberg, al doilea director al CIG, a creat Biroul de Operațiuni Speciale (OSO), precum și Biroul de Rapoarte și Estimări (ORE). Inițial, OSO a fost însărcinat cu spionajul și subversie în străinătate, cu un buget de 15 milioane de dolari, din donațiile unui număr mic de patroni din Congres. Obiectivele lui Vandenberg semănau mult cu cele stabilite de predecesorul său; să se afle „totul despre forțele sovietice din Europa Centrală și de Est – mișcările lor, capacitățile și intențiile lor.”
La 18 iunie 1948, Consiliul Național de Securitate a emis Directiva 10/2 prin care se solicită acțiuni sub acoperire împotriva URSS și se acorda autoritatea de a efectua operațiuni acoperite împotriva „statelor sau grupurilor străine ostile” care ar putea, dacă necesar, să fie refuzat de guvernul SUA. În acest scop, în cadrul noii CIA a fost creat Biroul de coordonare a politicilor (OPC). OPC a fost unic; Frank Wisner, șeful OPC, raporta nu directorului CIA, ci secretarilor apărării, iar NSC și acțiunile OPC erau secrete chiar și pentru șeful CIA. Majoritatea stațiilor CIA aveau doi șefi de stație, unul care lucra pentru OSO și unul pentru OPC.
Bilanțul timpuriu al CIA era slab, agenția neputând furniza suficiente informații despre preluările sovietice ale României și Cehoslovaciei, blocada sovietică a Berlinului și proiectul bombei atomice sovietice. În special, agenția nu a reușit să prezică intrarea Chinei în războiul din Coreea cu 300.000 de soldați. Celebrul agent dublu Kim Philby a fost legătura britanică cu serviciile centrale americane de informații. Prin intermediul lui, CIA a coordonat sute de aruncări din avioane a unor ajutoare în interiorul cortinei de fier, toate compromise de Philby. Arlington Hall, centrul nervos al criptanalizei CIA, a fost compromisă de Bill Weisband, un traducător rus și spion sovietic.

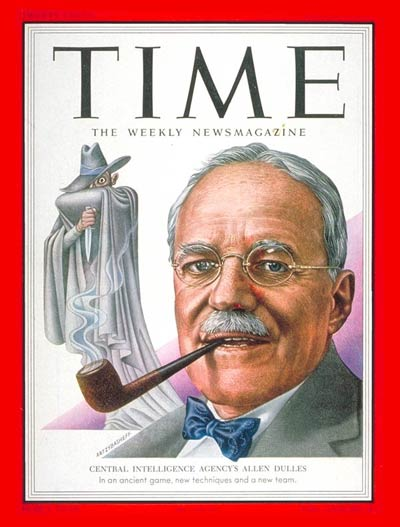
Allen Dulles pe coperta revistei TIME în 1953

Cu toate acestea, CIA a reușit să influențeze alegerile italiene din 1948 în favoarea creștin-democraților. Din fondul de stabilizare a schimburilor de 200 de milioane de dolari s-a distribuit către Acțiunea Catolică, brațul politic al Vaticanului, și direct politicienilor italieni. Această tactică de a folosi fondul său mare pentru a cumpăra alegeri a fost repetată frecvent în anii următori.

## În România
Pe 13 mai 2018, Curtea Europeană a Drepturilor Omului a stabilit că CIA a operat un centru secret de detenție în București, capitala României. Într-o altă decizie din 13 mai 2018, CEDO a stabilit că au fost încălcate mai multe drepturi fundamentale din Convenția Europeană a Drepturilor Omului în cazul Al Nashiri v. Romania, printre care se numără interzicerea torturii, dreptul la libertate și securitate, dreptul la viață, abolirea pedepsei cu moartea și altele. Atât închisoarea operată de CIA în România cât și cele din Thailanda, Lituania și Polonia au fost închise în anul 2006.

## În cultura populară
- Agenția secretă (film)